# أوروبا فلم 2021
أوروبا هو فيلم درامي عراقي كويتي صدر عام 2021 من إخراج حيدر رشيد .  تم اختياره ليكون المشاركة العراقية لأفضل فيلم روائي عالمي في حفل توزيع جوائز الأوسكار الرابع والتسعين . 

## طاقم التمثيل
- آدم علي في دور كمال
- عرفان رشيد في دور عرفان
- غاسيد محمد في دور غاسيد
- سفيتلانا يانشيفا في دور المرأة
- محمد زواوي في دور المتاجر

## روابط خارجية
- Europa  في قاعدة بيانات الأفلام على الإنترنت (بالإنجليزية)

 الكويتقالب:Iraqi submissions for the Academy Award المملكة العراقية